# Авдотівка
Авдо́тівка — село в Україні, у Софіївській селищній громаді Криворізького району Дніпропетровської області.
Населення — 332 мешканця (2017 рiк).

## Географія
Село Авдотівка розташоване на відстані 1,5 км від сіл Трудолюбівка і Водяне . По селу протікає пересихаючий струмок із загатою. Через село проходить автомобільна дорога Н11.

### Клімат
| Клімат Авдотівки          | Клімат Авдотівки | Клімат Авдотівки | Клімат Авдотівки | Клімат Авдотівки | Клімат Авдотівки | Клімат Авдотівки | Клімат Авдотівки | Клімат Авдотівки | Клімат Авдотівки | Клімат Авдотівки | Клімат Авдотівки | Клімат Авдотівки | Клімат Авдотівки |
| Показник                  | Січ.             | Лют.             | Бер.             | Квіт.            | Трав.            | Черв.            | Лип.             | Серп.            | Вер.             | Жовт.            | Лист.            | Груд.            | Рік              |
| Середній максимум, °C     | −1,2             | −0,3             | 4,3              | 14,1             | 21,5             | 25,8             | 28,0             | 27,2             | 21,5             | 14,0             | 6,1              | 1,6              | 13               |
| Середня температура, °C   | −4,3             | −3,5             | 0,7              | 9,2              | 16,0             | 20,1             | 22,2             | 21,2             | 15,7             | 9,2              | 3,0              | −1,1             | 9                |
| Середній мінімум, °C      | −7,4             | −6,7             | −2,9             | 4,3              | 10,5             | 14,4             | 16,4             | 15,3             | 10,0             | 4,5              | −0,1             | −3,7             | 4                |
| Норма опадів, мм          | 36               | 31               | 27               | 35               | 44               | 58               | 57               | 42               | 36               | 29               | 37               | 42               | 474              |
| ------------------------- | ---------------- | ---------------- | ---------------- | ---------------- | ---------------- | ---------------- | ---------------- | ---------------- | ---------------- | ---------------- | ---------------- | ---------------- | ---------------- |
| Джерело: climate-data.org |                  |                  |                  |                  |                  |                  |                  |                  |                  |                  |                  |                  |                  |

## Історія
За даними на 1859 рік у власницькому селі Авдотівське (Зволинське) Верхньодніпровського повіту Катеринославської губернії налічувалось 20 дворових господарств, у яких мешкало 177 осіб (86 чоловічої статі та 91 — жіночої).
Станом на 1908 рік населення (разом з Водяним) колишнього панського села Гуляйпільської волості зросло до 315 осіб (166 чоловічої статі та 149 — жіночої), 48 дворових господарств

## Населення
Мова
Розподіл населення за рідною мовою за даними перепису 2001 року:
| Мова       | Кількість | Відсоток |
| ---------- | --------- | -------- |
| українська | 359       | 91.35%   |
| російська  | 30        | 7.63%    |
| білоруська | 2         | 0.51%    |
| гагаузька  | 2         | 0.51%    |
| Усього     | 393       | 100%     |